# Ломая, Георгий Джемалович
Гео́ргий Джема́лович Лома́я (груз. გიორგი ჯემალის ძე ლომაია; 8 августа 1979, Тбилиси) — грузинский футболист, вратарь.

## Карьера
В 8 лет решил стать вратарём, его кумиром был Петер Шмейхель.
Воспитанник футбольной школы «Динамо» из Тбилиси. Дебютировал в составе московского «Спартака» 26 февраля 2004 года. Затем играл в ряде других российских клубов, в Германии, на Украине.

## Личная жизнь
Фамилия «Ломая» означает «лев». Знает грузинский, английский и русский языки, понимает итальянский.